# Raukumara Range
Die Raukumara Range ist ein Gebirgszug im Norden von Gisborne auf Neuseelands Nordinsel. 
Sie bildet einen Teil der Hauptgebirgskette der Insel, die von Wellington in Richtung Nord-Nordost zum East Cape verläuft. 
Das Gebirge besteht vor allem aus Grauwacke, Argilliten, Schluffstein und Sandstein. Der höchste nichtvulkanische Gipfel der Nordinsel, Mount Hikurangi, ist Teil des Gebirgszuges.